# Người Tapajó
Người Tapajós, còn được gọi là Santarém, là một chủng tộc bản địa tại Brazil, hiện đã bị tuyệt chủng, họ đã từng tồn tại tới khoảng thế kỷ 17 ở xung quanh khu vực nơi sông Tapajós chảy vào sông Amazon, thuộc bang Amazonas của Brazil.
Vào những năm 1660, ngôn ngữ Tapajó, cùng với ngôn ngữ Urucucú ở khu vực lân cận, được sử dụng cho các giáo lý và nghi thức tôn giáo, vì người dân không nói tiếng Tupinamba (Lingua geral). Các tập hồ sơ của loại ngôn ngữ đã bị mất. Tất cả những gì còn lại là các tên: Tapajó là tên của bộ lạc, tên của tù trưởng của họ, Orucurá và Aura. Đồng thời không có hành động nào được thực hiện cho việc bảo tồn ngôn ngữ Urucucú lân cận.

Sông Tapajós được đặt theo tên của người Tapajó.

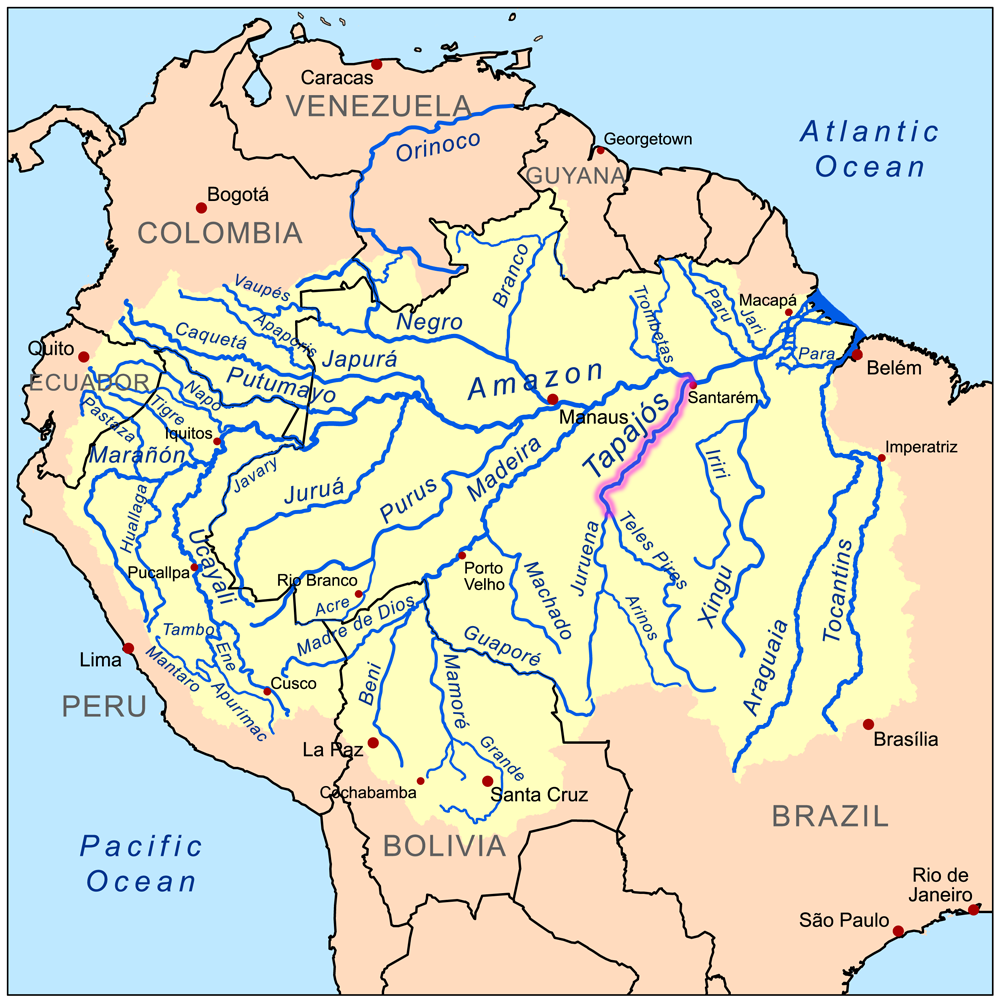
bản đồ khu vực sông Tapajó